# Мелендуньо
Мелендуньо (итал. Melendugno) — коммуна в Италии, располагается в регионе Апулия, в провинции Лечче.
Население составляет 9662 человека (2008 г.), плотность населения составляет 102 чел./км². Занимает площадь 91 км². Почтовый индекс — 73026. Телефонный код — 0832.
Покровителем коммуны почитается святой Никита Готский, празднование 16 сентября.

## Демография
Динамика населения:

## Администрация коммуны
- Официальный сайт: http://www.comune.melendugno.le.it